# Ајанж
Ајанж (фр. Hayange) је насељено место у Француској у региону Лорена, у департману Мозел.
По подацима из 2011. године у општини је живело 15.730 становника, а густина насељености је износила 1286,18 становника/km².

## Демографија
| 1962.  | 1968.  | 1975.  | 1982.  | 1990.  | 1999.  | 2011.  |
| ------ | ------ | ------ | ------ | ------ | ------ | ------ |
| 11.009 | 10.305 | 19.638 | 17.087 | 15.638 | 15.227 | 15.730 |